# 开善乡
开善乡是中国福建省三明市泰宁县下辖的一个乡。

## 行政区划
开善乡下辖以下地区：
儒坊村、余上村、肖坑村、余源村、墩上村、洋坑村、洋山村、池潭村、岩坑村和余地村。